# St. Olle British Cemetery
St. Olle British Cemetery is een Britse militaire begraafplaats met gesneuvelden uit de Eerste Wereldoorlog, gelegen in de Franse gemeente Raillencourt-Sainte-Olle (Noorderdepartement). De begraafplaats werd ontworpen door Wilfred Von Berg en ligt aan de Chemin des Vignes op 650 m ten zuidwesten van het centrum (gemeentehuis). De begraafplaats heeft een rechthoekig grondplan met een oppervlakte van 495 m² en wordt omsloten door een natuurstenen muur met een metalen hek als toegang. In de zuidoostelijke muur is een gebogen uitstulping (apsis) waarin het Cross of Sacrifice staat. 
Raillencourt werd op 28 en 29 september 1918 verdedigd door het Canadian Corps in de slag aan het Canal du Nord in de buurt van Cambrai. De begraafplaats werd in oktober 1918 door het Canadian Corps aangelegd en er liggen 96 Canadezen begraven.
De begraafplaats wordt onderhouden door de Commonwealth War Graves Commission.

## Graven
- korporaal Wilbert John Campbell en soldaat J.G. McKay, beiden dienend bij de Canadian Infantry werden onderscheiden met de Military Medal (MM).
- soldaat Horace Orchard diende onder het alias Robert Arnold bij de Canadian Infantry.